# Parkandābād
Parkandābād (persiska: پرکند آباد) är en ort i Iran.   Den ligger i provinsen Khorasan, i den nordöstra delen av landet, 700 km öster om huvudstaden Teheran. Parkandābād ligger 987 meter över havet och antalet invånare är 268.
Terrängen runt Parkandābād är platt. Runt Parkandābād är det ganska tätbefolkat, med 185 invånare per kvadratkilometer. Närmaste större samhälle är Mashhad, 9,8 km söder om Parkandābād. Omgivningarna runt Parkandābād är i huvudsak ett öppet busklandskap.